# EX-348
La carretera EX-348 es de titularidad de la Junta de Extremadura. Su categoría es local. Su denominación oficial es   EX-348 , de   EX-115  a   EX-346  por La Coronada.

## Evolución futura de la carretera
La carretera se encuentra acondicionada dentro de las actuaciones previstas en el Plan Regional de Carreteras de Extremadura.